# Sundown (2021)
Sundown is een internationaal geproduceerde film, geschreven en geregisseerd door Michel Franco, met hoofdrollen voor Tim Roth en Charlotte Gainsbourg.
De film ging in première op het filmfestival van Venetië op 4 september 2021.

## Verhaal
Een rijke man probeert zijn leven achter zich te laten tijdens een vakantie in Acapulco.

## Rolverdeling
| Acteur                     | Personage |
| -------------------------- | --------- |
| Tim Roth                   |           |
| Charlotte Gainsbourg       |           |
| Henry Goodman              |           |
| Samuel Bottomley           |           |
| Iazua Larios               |           |
| Mónica Del Carmen          |           |
| James Tarpey               |           |
| Albertine Kotting McMillan |           |

## Release
In juli 2021 werd bekend dat de film in première zou gaan op het Filmfestival van Venetië, waar de film zou meedoen aan de internationale competitie om de Gouden Leeuw. De film werd later diezelfde maand ook vertoond op het Internationaal filmfestival van Toronto, waar de film wordt vertoond in de sectie "Special presentations".

## Ontvangst

### Prijzen en nominaties
| Jaar | Evenement              | Categorie    | Genomineerde | Resultaat   |
| ---- | ---------------------- | ------------ | ------------ | ----------- |
| 2021 | Venetië (78ste editie) | Gouden Leeuw | Sundown      | Genomineerd |